# Pauline Ranvier
Pauline Ranvier, född 14 april 1994, är en fransk fäktare som tävlar i florett.

## Karriär
Vid världsmästerskapen i fäktning 2023 i Milano tog Ranvier silver tillsammans med Solène Butruille, Morgane Patru och Ysaora Thibus i lagtävlingen i florett. Vid EM 2025 i Genua tog hon silver i lagtävlingen i florett tillsammans med Anita Blaze, Eva Lacheray och Morgane Patru.